# جيمس باركلي
جيمس باركلي (بالإنجليزية: James Barkley)‏ هو فنان أمريكي، ولد في 1941.